# Teoría de cuerdas bosónica
La teoría de cuerdas bosónica es la versión original de la teoría de cuerdas, desarrollada en los años 1960. Predice la existencia de los taquiones reteniendo inquietantes propiedades como la ausencia de fermiones. Todas sus partículas son bosones (de allí proviene su nombre). Los físicos han calculado que la teoría de cuerdas bosónica requiere de 26 dimensiones espacio-temporales: 25 dimensiones de espacio y una de tiempo.
Originalmente era básicamente una teoría de las interacciones fuertes, a diferencia de las modernas teorías de supercuerdas que básicamente son teorías de campo unificado de la gravedad y el resto de interacciones fundamentales.
- Datos: Q1202882